# Овсянников, Сергей Данилович
Сергей Данилович Овсянников (род. 22 июля 1948, Смыков, Ставропольский край) — русский поэт.

## Биография
Воспитывался в интернате станицы Каменнобродской, получил профессию электросварщика и проработал много лет на стройках Находки, Норильска, Магадана, позже строил Ставропольскую ГРЭС, с 2001 года член Союза писателей СССР и России, с 2007 года член литературного фонда России, Лауреат премии Союза молодёжи Ставрополья. Сейчас проживает в посёлке Солнечнодольске.

## Книги
- Овсянников С. Д. Тихая пристань. — Ставрополь Кавказская библиотека, 1997. — 95 с. — ISBN 5900828395.
- Овсянников С. Д. Святое Тавро. — Ставрополь: Краевая тип., 1998. — 95 с.
- Овсянников С. Д. Минуты откровения. — 2003.
- Овсянников С. Д. Степное побережье. — 200 с. — ISBN 9785905838019.[1]
- соавтор книги Земля Изобильная.